# Галаксија (часопис)
Часопис Галаксија је настао као ново издање (БИГЗ) (наследила је Космоплов) у марту 1972. године. Био је најважнији часопис за популаризацију науке и научне фантастике у СФРЈ, а излазио је једном месечно до деведесетих година двадесетог века.
Из Галаксије је проистекао часопис Рачунари у вашој кући (касније само Рачунари).
Формат часописа је до 1989. био 23x30cm, да би касније, са променом дизајна и начина штампе, формат био 20x27cm.
Галаксија је изнедрила и први домаћи кућни рачунар (назван по часопису „Галаксија“), дело Воје Антонића.

## Насловне стране
Графички изглед часописа се мењао временом, што најбоље приказују ове слике:

## Главни и одговорни уредници
- 1972-1987 Гаврило Вучковић
- 1987-1989 Станко М. Стојиљковић
- 1989-1991 мр Александар Петровић
- 1991-1995 мр Раде Грујић
- 1995-2001 Борислав Солеша